# Vaudreching
Vaudreching – miejscowość i gmina we Francji, w regionie Grand Est, w departamencie Mozela.
Według danych na rok 1990 gminę zamieszkiwało 530 osób, a gęstość zaludnienia wynosiła 113 osób/km² (wśród 2335 gmin Lotaryngii Vaudreching plasuje się na 571. miejscu pod względem liczby ludności, natomiast pod względem powierzchni na miejscu 1038.).